# Pave Eleuterius
Pave Eleuterius var pave fra cirka 174 til 189 (Vatikanet angiver alternativt regeringstiden til 171 til 185 eller 177 til 193). Han blev født i Nicopolis i Epirus og skal være død 24. maj og begravet på Vatikanhøjen tæt på St. Peters grav. Hans navnedag er 26. maj.
Hegesippus, en krønikeskriver fra hans samtid, skrev, at han var diakon i den romerske kirke under Pave Anicetus og Pave Soter, hans umiddelbare forgængere.
Selv om behandlingen af kristne under Marcus Aurelius var forfærdelig i flere områder i Romerriget, var forfølgelserne i selve Rom tilsyneladende ikke så voldsomme, selv om historikeren De Rossi tidsfæster St. Cæcilias martyrium til slutningen af Aurelius' regeringstid. Under Commodus' kejserdømme (180 – 192) var de kristne praktisk taget fredede, om end St. Apollonius' martyrium i Rom fandt sted i den periode (ca. 186).

## Katolske reaktioner på montanismen
Montanismen var en kristen sekt opstået i Lilleasien var på vej til Rom og Gallien i anden halvdel af det 2. århundrede, mere præcist under Eleuterius' regeringstid. Bevægelsens kendetegn gjorde det vanskeligt for de romerske kristne grundlæggende at imødegå den. Under voldelige forfølgelser i Lyon i 177 skrev en række skriftefædre fra deres fængsel om den nye bevægelse til de asiatiske og frygiske kristne samfund samt til Pave Eleuterius. Overbringeren af brevet til paven var kirkeforstanderen Irenæus, der senere blev biskop af Lyon. Kirkehistorikeren Eusebius bemærkede omkring 150 år senere om brevene, at de udtalte på vegne af de kristne i Lyon, der egentlig var modstandere af montanismen, at man burde være tålmodige og forsvarede bevarelsen af en samlet kirke.
Præcist hvornår den romersk-katolske kirke tog afgørende afstand fra montanismen vides ikke med bestemthed. Af Tertullians redegørelse fremgår det, at en romersk biskop sendte forsoningsbreve til montanisterne, men – ligeledes ifølge Tertullian – disse breve blev efterfølgende trukket tilbage. Det er sandsynligvis Pave Eleuterius, han hentyder til. Denne tøvede i længere tid, men efter en samvittighedsfuld og grundig undersøgelse af situationen skal han have udtalt sig imod montanisterne. I Rom fortsatte gnostikerne og markionisterne med at prædike mod den katolske kirke. Ifølge Liber Pontificalis skal pave Eleuterius have udstedt et dekret om, at ingen fødevarer skulle foragtes af kristne (Et hoc iterum firmavit ut nulla esca a Christianis repudiaretur, maxime fidelibus, quod Deus creavit, quæ tamen rationalis et humana est). Det er sandsynligt, at et dekret som dette var rettet mod gnostikerne og montanisterne. Men det er dog også muligt, at det er forfatteren til Liber Pontificalis, der tilskrev denne pave et dekret, der var gældende omkring år 500.

## Omvendelsen af en britisk konge?
Den samme forfatter er ansvarlig for en pudsig og interessant påstand vedrørende den tidlige missionering fra den romerske kirke. Pave Eleuterius skal ifølge "Liber Pontificalis" have modtaget et brev fra Lucius, en konge fra Britannien, hvori denne erklærede, at han på pavens bud ønskede at blive kristen (Hic accepit epistula a Lucio Brittanio rege, ut Christianus efficerentur per ejus mandatum). Hvorfra denne oplysning skulle stamme, er nu om dage umulig at sige. Fra et historisk synspunkt er udsagnet temmelig usandsynligt og afvises af alle fagfolk.
Mod slutningen af det 2. århundrede var den romerske forvaltning så fast etableret i Britannien, at der ikke på øen længere kan have været nogen indfødte konger. At en stammehøvding kunne omtale sig som konge og have anmodet den romerske biskop om vejledning i den kristne tro forekommer usandsynlig nok på den tid. "Liber Pontificalis" stammer fra det 6. århundrede og er på ingen måde gyldig som egentlig historisk kilde for begivenheder, der foregik henved 400 år tidligere. Imidlertid blev historien om den britiske kong Lucius brugt op gennem anden halvdel af det 1. årtusinde som politisk redskab til at fastholde den britiske kirkes tætte bånd til den romerske kirke.
En mere sandsynlig teori stammer fra begyndelsen af det 20. århundrede, og ifølge den var der ikke er tale om Britannien (Britanio), men om Britio, som var navnet på Edessas (i dag Şanlıurfa) fæstning. Herfra kender man en Lucius Ælius Septimus Megas Abgar IX, som var en kristen konge. Der kan derfor have været tale om en simpel skrivefejl.
Legenden var imidlertid sejlivet, og et ekko af den kan genfindes i Schweiz. I et manuskript til prædiken fundet i Chur skulle St. Timoteus være apostel i Gallien, hvorfra han rejste til Britannien og døbte en konge ved navn Lucius. Denne blev efterfølgende missionær, drog til Gallien og til sidst slog sig ned i Chur, hvor han prædikede evangeliet med stort held. På denne måde er Lucius, en tidlig missionær i den schweiziske region Chur, blevet koblet til den såkaldte britiske konge fra "Liber Pontificalis".